# Festa Major de Vilafranca del Penedès
La Festa Major de Vilafranca del Penedès, en honor de sant Fèlix, té l'origen al segle xviii i se celebra anualment els dies 29, 30 i 31 d'agost i 1 i 2 de setembre. Des del segle xviii ha mantingut una estructura similar i té per escenari els carrers de la població.
Durant aquests cinc dies, els carrers s'omplen per acompanyar els entremesos i balls folklòrics en les seves actuacions en cercaviles i processons, per seguir les diades castelleres, la Tronada, que dona el tret d’inici a la celebració, el Ball de Foc o gaudir de l'espectacle de música i foc que es produeix el dia de Sant Fèlix, amb l'entrada del sant a la Basílica de Santa Maria.

## Història
Antigament, la Festa Major de Vilafranca se celebrava en honor de santa Maria el 15 d'agost, tot i que el patró era sant Ramon de Penyafort, en honor del qual se celebrava la Festa Major d'Hivern, a mitjan gener.
L'origen de l'actual festa es troba en l'arribada l'any 1700 de les relíquies de sant Fèlix, enviades des de Roma. Aquest sant era un màrtir romà sepultat a la catacumba de Calepodi, al tercer mil·liari de la via Aurèlia. L'arribada d'aquestes relíquies va coincidir amb la fi d'una llarga sequera, fet que s'atribuí a la mà de sant Fèlix. Els dies 10, 11 i 12 de setembre de l'any 1700 es van dur a terme diferents processons pel centre historicista de la ciutat per celebrar l'arribada de les despulles. A partir d'aquest moment es començaren a venerar les relíquies i la seva popularitat va anar creixent. L'any 1776, sant Fèlix va ser designat copatró de la vila, juntament amb sant Ramon de Penyafort. Cal no confondre el sant Fèlix, patró de Vilafranca, amb el sant Fèlix, prevere, que també celebra la seva festa el 30 d'agost.
Originalment, les relíquies de sant Fèlix eren conservades a la cripta de la Basílica de Santa Maria de Vilafranca. En el segle xix la cripta va ser soterrada i les relíquies van ser traslladades al Santíssim Sagrament, fins que es va recuperar la cripta el 1886. L'any 1916 el bisbe Torras i Bages va regalar a l'església dues figures en marbre de l'escultor Josep Llimona, per ser col·locades a la cripta: l'enterrament de Crist, i el nou altar de Sant Fèlix. L'antic altar va ser traslladat a la Capella de Sant Pelegrí, on va desaparèixer amb l'incendi del 6 d'octubre de 1934.
L'actual imatge de sant Fèlix va ser estrenada l'any 1959. És la que durant l'any guarden els administradors a casa seva, i només surt al carrer per les tres processons dels dies de Festa Major, i en els dies de la novena a la Basílica de Santa Maria de Vilafranca, del 22 al 30 d'agost, on se li canten els seus goigs. Aquesta imatge del 1959 va substituir-ne una que s'havia fet el 1939, i que era una còpia de la peça del segle xix que es va cremar durant la Guerra Civil.

## Actes previs

### La Capta
Un dels actes previs més tradicionals és la Capta', uns quants dies abans de l'inici de la festa. Durant dos dies els administradors, acompanyats de col·laboradors i de grallers, passen per les cases de la vila per vendre el programa de la festa, juntament amb l'estampa del sant i un regal. Es tracta d'un esdeveniment que apareix gairebé als inicis de la Festa Major. Així doncs, durant el segle xviii es duia a terme la «Capta General» a l'interior de la vila i la «Capta de les eres» que es feia a les diverses eres fora la muralla. Tant en un cas com en l'altre els col·laboradors de la festa, acompanyats de grallers, recollien tot el necessari per poder pagar la festa que en la major part de les vegades no era en diners sinó en espècie. A poc a poc, la Capta —que va mantenir la presència de grallers— es va centrar en la població vila i cada cop més es buscava una aportació monetària i no en espècie. A finals del segle xix va aparèixer la tradició d'oferir el Programa i l'Estampa del sant, un costum que s'ha mantingut fins avui.

### La Novena, elsGoigs a sant Fèlixi el pregó
El primer gran acte és el cant dels Goigs a sant Fèlix a la Basílica de Santa Maria de Vilafranca durant la Novena de sant Fèlix (del 22 al 30 d'agost) per part dels cantaires, els fidels, l'orquestra i l'orgue. Els Goigs al patró de la vila són una adaptació de Francesc de Paula Bové de 1905 a partir de la partitura original de Josep Badia que data de 1857 i narren la vida del sant, el seu martiri i l'arribada de les seves relíquies a Vilafranca on aconseguí fer que plogués després d'un llarg període de sequera. Els Goigs comencen amb una estrofa que conté en els dos últims versos la tornada que s'anirà repetint al llarg de la composició:
| « | Puix per nostre protector el Cel volgué destinar-vos, als que vénen a implorar-vos, Fèlix, deu vostre favor. | » |

Després del cant dels Goigs del dia 28 té lloc a la plaça de Jaume I el pregó que inicia la festa. El primer pregó de la Festa Major de Vilafranca es realitzà el 1963 i des del 1965 tots han estat pronunciats en català. El pregó dona pas als tres dies centrals de la festa (29, 30 i 31 d'agost), l'estructura dels quals s'ha mantingut al llarg dels anys. Des dels seus inicis, la majoria dels pregoners han sigut homes. Les dones pregoneres han sigut Maria Dolors Serrano (1970), Maria-Aurèlia Capmany (1974), Teresa Oliver (1988), Carme Via (1994), Maixa Kharchiladze (1997), Àngels Guardiet (2002), M. Rosa Mestres (2005), Clara Cols (2016), Jordina Biosca (2018), Anna Gual (2021), Blanca Ferré (2022) i Anna Vallhonesta (2023).

## Dia 29 d'agost

### La Tronada i la Cercavila
El dia 29 d'agost a la rambla de Sant Francesc, a les dotze del migdia en punt, es duu a terme l'acte que dona el toc oficial d'inici de la festa: una repicada general de campanes seguida d'una tronada encesa pels administradors. A continuació, surt la primera cercavila, exhibició de les figures del bestiari i els balls populars que formen part del seguici, acompanyats dels Falcons i les colles castellers locals (els Castellers de Vilafranca, els Xicots de Vilafranca i la Colla Jove Xiquets de Vilafranca). La cercavila comença a la rambla de Sant Francesc i acaba a la plaça de la Vila on, davant de la Casa de la Vila, té lloc a continuació la primera exhibició castellera amb les tres colles de la vila.

### La Processó i l'Entradetadel Sant
A la tarda, comença la diversitat d'espectacles, com el concert d'instruments d'inxa i el concert de la banda, i a dos quarts de vuit del vespre hi ha la primera processó, on participen tots els balls que han participat durant la cercavila del matí —a més de la Moixiganga, els administradors amb el penó de sant Fèlix, prohoms i exadministradors de la vila i la banda— que acompanyaran el Sant des de casa d'un dels administradors de l'any passat fins a la Basílica de Santa Maria. Per tant, l'itinerari d'aquesta processó es desconeix fins que no surt el programa oficial. És exactament el cas invers del que passarà el dia 31. L'estructura del seguici actual prové dels anys vint del segle passat en què es va dotar aquest acte d'una estructura més fix. Els administradors, després de la Festa Major, es queden la imatge de sant Fèlix a casa i se la van passant de l'un a l'altre per torns.
Cal remarcar que la imatge ja és present a la Basílica de Santa Maria des del dia 22 d'agost a causa de la Novena i el Cant dels Goigs en el seu honor, però, excepcionalment, el sant torna a arribar a la basílica des de fora el dia 29.
Després de la processó té lloc el que es coneix com l'Entradeta del Sant a la Basílica després d'un any a les cases dels administradors. Els balls de la processó que van arribant a Santa Maria es van col·locant davant de la Basílica a l'espera del Sant. Quan sant Fèlix arriba a la plaça de Jaume I s'apaguen els llums de la plaça i tots els balls ballen, i els castellers i els falcons aixequen pilars mentre el Sant puja les escales de l'església. Al mateix temps també es llancen focs artificials des dels campanars de la Basílica i del terrat del Palau Baltà. L'endemà es repetirà l'escena el dia de Sant Fèlix en el que es coneix com l'Entrada de Sant Fèlix. Hi ha diverses fonts del segle xix que parlen de l’Entrada del Sant, referenciada per primer cop l’any 1824.
Finalment, ja des del segle xix té lloc un castell de focs artificials el dia 29 d’agost per marcar l'inici de la festa. Així doncs, a les dotze de la nit de la vigília de Sant Fèlix, es llança un castell de focs d'artifici al paratge del barri de les Clotes.

## Dia 30 d'agost (Sant Fèlix)

### Les Matinades i l'Ofici Solemne

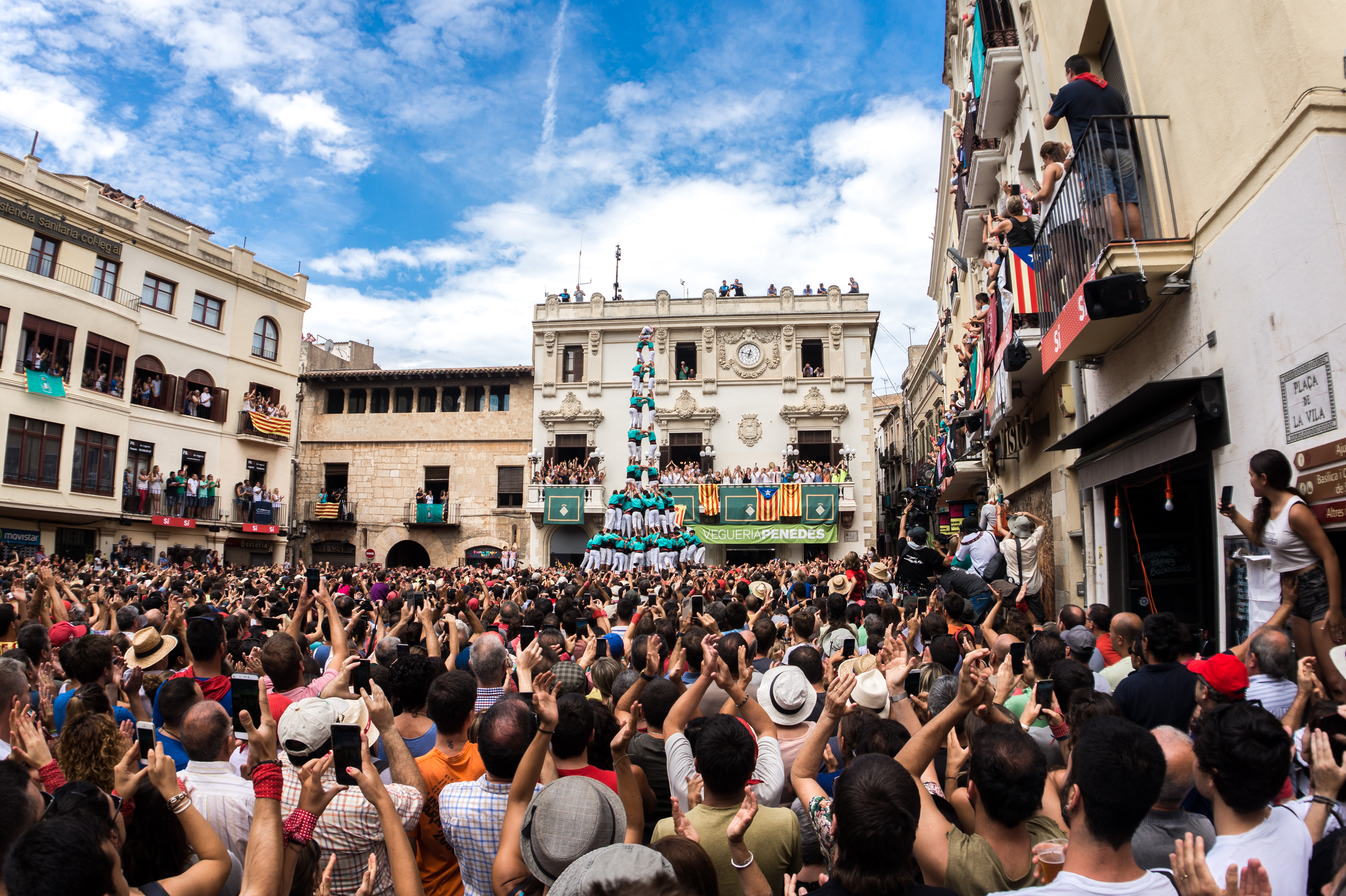
Vista general de la Plaça de la Vila durant la Diada de Sant Fèlix amb el 3 de 10 amb folre i manilles descarregat pels Castellers de Vilafranca (Festa Major de 2017)

A les set del matí, la repicada de campanes anuncia el dia central de la festa i es retira la làpida que a la cripta de Santa Maria tapa les relíquies de sant Fèlix per tal d'exposar-les per a la veneració dels fidels. Simultàniament, els grallers es troben a la plaça de la Vila i fan sonar el Toc de Matinades, posteriorment, els diversos grups de grallers acompanyen els vilafranquins als diversos barris on les diverses associacions de veïns ofereixen esmorzar als assistents.
Cap a dos quarts de deu del matí té lloc l'Anada a Ofici abans de l'Ofici Solemne que se celebrarà en honor al sant. Tots els balls del seguici, els Falcons, les colles castellers locals, la banda i les colles castelleres convidades, acompanyen els administradors des de la Casa de la Vila fins a la basílica on els Balls de la Festa Major faran una ofrena al Sant. Durant l'Ofici, dos membres de cada ball del seguici lliuren una espelma al Sant. A més, cada any i des de 1984 un ball escollit del seguici entra ballant pel passadís central i fan la lectura d'un text.

### La Diada de Sant Fèlix

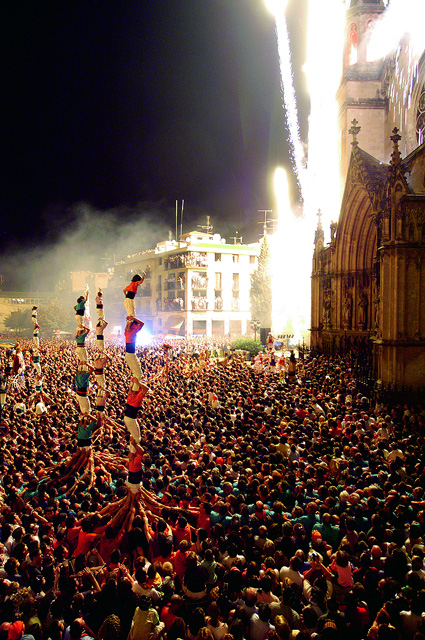
Plaça de Jaume I durant l'Entrada de sant Fèlix a la Basílica de Santa Maria

Seguidament, en la sortida d'ofici, les colles castelleres locals i les convidades aixequen un pilar davant del Monument als Castellers. A continuació, amb tot el llarg seguici esmentat els administradors i les administradores de la Festa Major es dirigeixen a la Casa de la Vila on, juntament amb les autoritats municipals, presidiran una breu mostra folklòrica dels balls i les danses davant de l'Ajuntament. Després d'això, la banda farà entrada a la plaça de la vila fent sonar l'himne nacional, Els Segadors, i a continuació, les colles castelleres entraran a plaça amb un pilar caminant i el Toc d'entrada a plaça. Finalment, tindrà lloc a «la Plaça més Castellera» la Diada de Sant Fèlix a càrrec de les colles punteres del món casteller. En els darrers anys hi han participat els Castellers de Vilafranca, la Colla Jove Xiquets de Tarragona, la Colla Vella dels Xiquets de Valls, i la Colla Joves dels Xiquets de Valls.

### La Processó i l'Entrada de Sant Fèlix
La tarda comença amb un concert de banda i a continuació, a dos quarts de vuit del vespre, comença des de la basílica de Santa Maria la tradicional Processó de Sant Fèlix, formada per tota la comitiva habitual, la corporació municipal en ple i molts exadministradors i altres ciutadans que acompanyen la imatge del patró de Vilafranca. La processó acaba també a la basílica cap a dos quarts de dotze de la nit, on té lloc l'Entrada de Sant Fèlix. Per l'entrada del Sant al temple, es repeteix el protocol que se seguí durant l'Entradeta el dia anterior, però, en aquest cas, l'afluència de gent és molt superior amb molts vilafranquins que volen veure l'escena per últim cop.

## Dia 31 d'agost

### Matinades, ofici i Actuació de lluïment
El dia comença novament amb unes Matinades que comencen a les set del matí. També, com el dia anterior, té lloc l'anada a ofici amb tots els balls i a les deu es fa la Missa de Difunts. A continuació es fa, a la plaça de la Vila, l’actuació de lluïment dels balls de la Festa Major (excepte el Ball de la Moixiganga i la banda), seguida de l’actuació dels Falcons. Durant l'actuació de lluïment, els diversos balls del seguici actuen sobre l'empostissat instal·lat davant de la Casa de la Vila. En aquest moment, el Ball de Diables aprofita per fer els seus versots i el Ball d'en Serrallonga i el Ball de les Gitanes fan els seus respectius sainets.

### La Diada de Sant Ramon i elToc de Vermut
Seguidament, té lloc a la plaça de la Vila l’actuació castellera de la Diada de Sant Ramon Nonat amb la participació de les colles castelleres locals. Després d'això els grallers i timbalers que han tocat durant la diada i altres grallers i timbalers que s'hi vulguin afegir fan un recorregut tocant el Toc de Vermut ininterrompudament fins al Monument a Milà i Fontanals, al capdamunt de la rambla de Sant Francesc.

### L'última Processó
A la tarda, es fa la representació del Ball de Malcasats i concert de la banda. Finalment, a dos quarts de vuit del vespre surt la darrera processó des de la basílica local, on el Sant ha passat l'última nit i es dirigeix a casa d'un dels administradors d'enguany. Després de la processó, on el Sant és acompanyat pels diversos balls del seguici, es fa l'entrada de sant Fèlix a casa de l'administració en el mateix moment que es llança un petit castell de focs i tots els balls ballen, les colles castelleres aixequen pilars i la banda toca.

### Nit del 31
Durant la nit, es pot gaudir d'una gran oferta variada de concerts i espectacles distribuïts per tota la vila i pensats per a tots els públics.

## Dies 1 i 2 de setembre

### La Festa Major dels Petits
El primer de setembre està dedicat especialment a la mainada amb el que es coneix com la Festa Major dels Petits. Aquesta és una festa nascuda l'any 1982 amb l'objectiu d'apropar la Festa Major als infants i als joves i per potenciar el relleu generacional dels diversos balls. La festa consisteix en una cercavila on surten diversos balls a imatge dels diversos balls del seguici: el Drac, Ball de Diables, l'Àliga, els Gegants, els Nans, les Cotonines, les Panderetes, els Pastorets, els Cercolets, el Ball Pla, els Figuetaires, els Bastoners, els Panderos, les Gitanes, els Falcons i les colles castelleres locals. Al llarg dels anys s'han anat afegint més actes en el marc d'aquesta Festa major dels Petits com el Pregonet el 2013 que consisteix en un pregó abans de la tronada dels petits a càrrec cada any d'una entitat de la vila diferent.

### El Ball de Foc

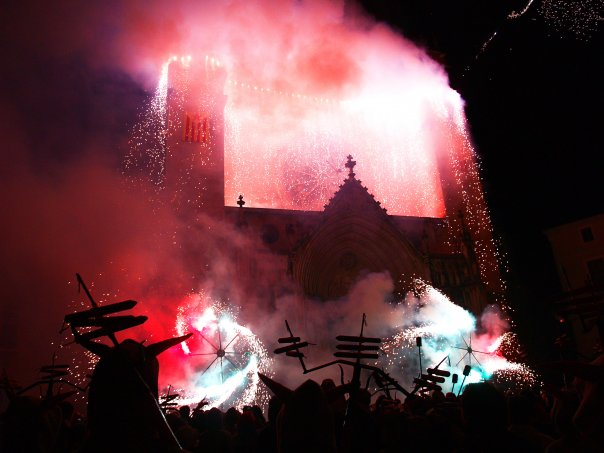
Façana de la Basílica de Santa Maria durant el Ball de Foc

A la nit, es realitza el Ball de Foc organitzat pel Ball de Diables de Vilafranca, un gran espectacle de foc teatralitzat pels carrers de la Vila. El protagonista de l'espectacle és l'Alquimista Silè que roba el foc infernal dels diables que el persegueixen per tota la vila per recuperar-lo. Finalment, els diables guanyen la batalla i el Silè es refugia a la Basílica de Santa Maria després de prometre que tornarà l'any següent. El ball de foc és un espectacle de foc de gran intensitat i acaba cada any amb un piromusical davant de la Basílica de Santa Maria. El format actual del Ball de Foc neix l'any 2003 com a evolució del correfoc organitzat pel Ball de Diables de Vilafranca des de l'any 1991.

### El dia 2 de setembre
Durant l'últim dia de la festa es duen a terme diversos espectacles i actuacions i, finalment, es fa un últim castell de focs a la Plaça Penedès que marca el punt final de la Festa Major de Vilafranca del Penedès.

## El Seguici de balls

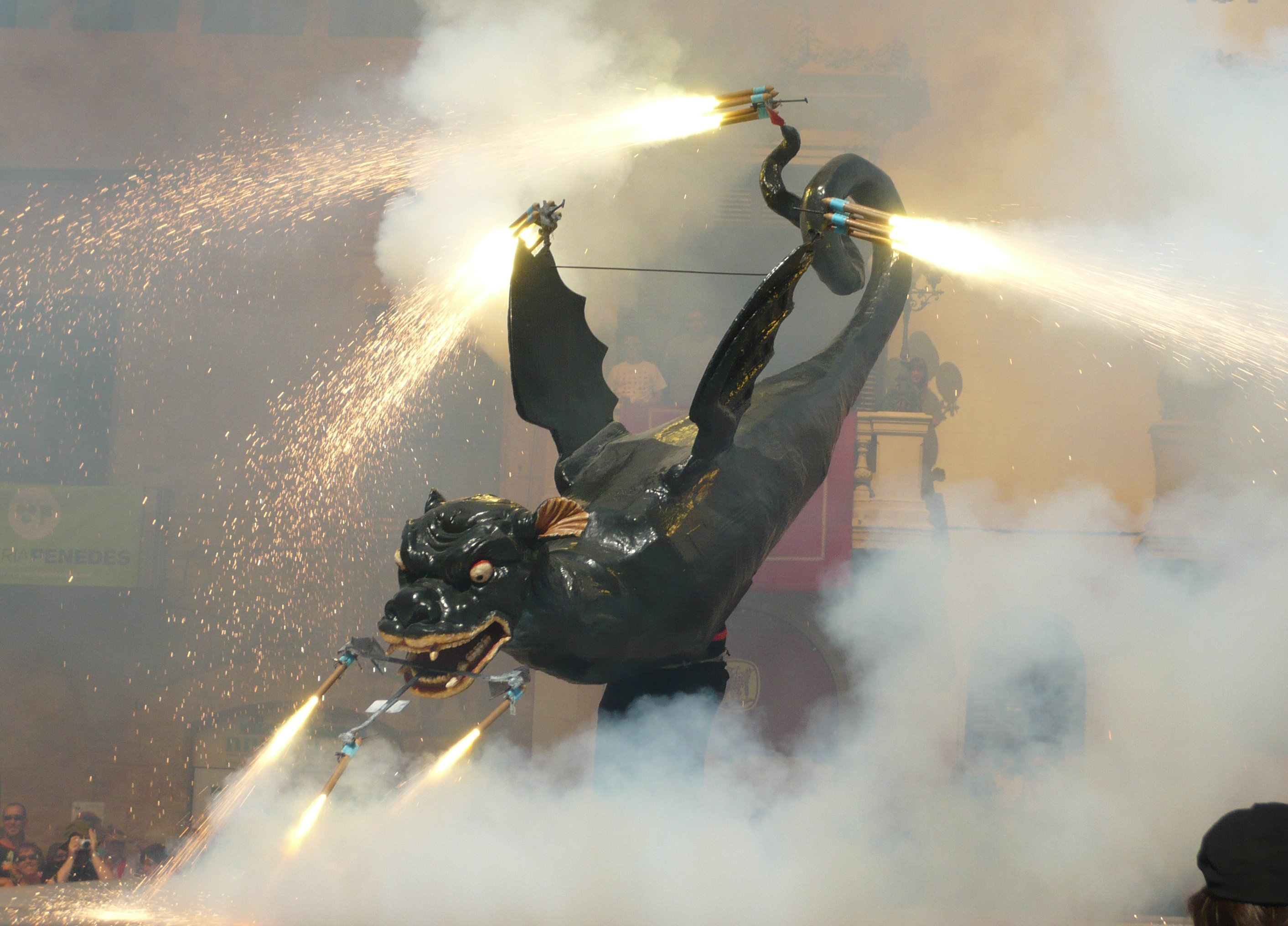
Drac de Vilafranca

El seguici de balls està format per tots aquells elements folklòrics, figures de bestiari, gegants, balls i colles que acompanyen a les autoritats i la ciutadania als actes tradicionals de la Festa Major. Aquest seguici s'ha ampliat al llarg dels anys, incorporant-hi noves figures de bestiari i nous balls que s'anaven formant i recuperant a la vila. Actualment, el seguici el conformen: El Drac, el Ball de Diables, el Ball d'en Serrallonga, l'Àliga, els Gegants, els Nans, els Capgrossos, el Ball de Cotonines, el Ball de Panderetes, el Ball de Pastorets, el Ball de Cercolets, el Ball Pla, el Ball de Figuetaires, el Ball de Bastons, el Ball de Panderos, el Ball de les Gitanes, els Falcons de Vilafranca, els Castellers de Vilafranca, els Xicots de Vilafranca, la Colla Jove Xiquets de Vilafranca i la Moixiganga de Vilafranca.

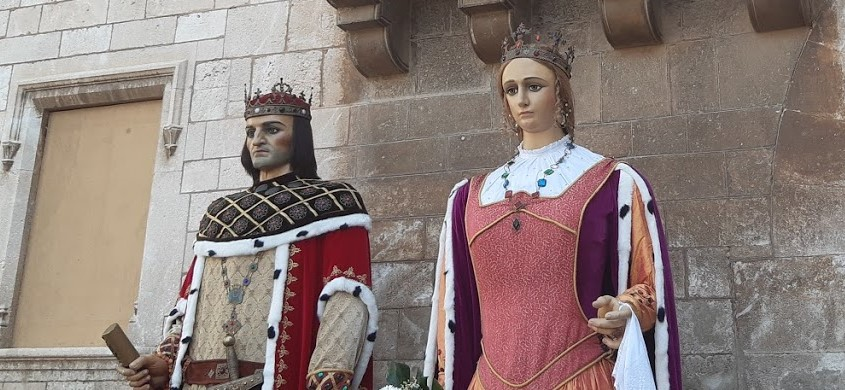
Gegants de Vilafranca

Paral·lelament a les processons del 29 i 30 d'agost el Ball de Malcasats actua a diversos espais de la vila. Aquest ball parlat va participar en el seguici de 1999 a 2011.

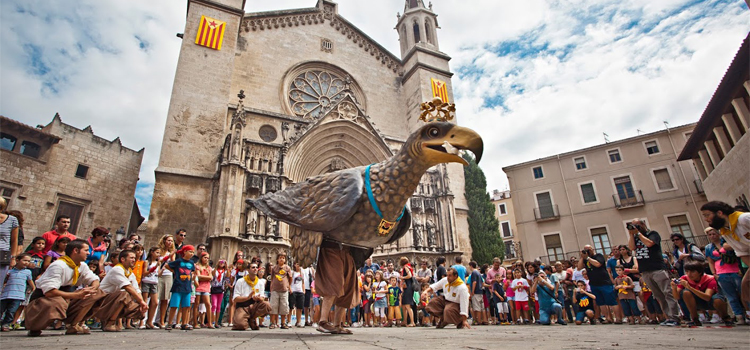
Àliga de Vilafranca

Hi ha hagut un seguit de balls i entremesos dels quals se n'ha documentat la participació en algun moment de la festa, però que no s'han recuperat. Alguns d'aquests balls que s'han referenciat, amb els seus anys corresponents, són:
- Ball de Moros i Cristians (segles xviii, xix i xx. Com a mínim, 1849 i 1904)[14]
- Ball de Valencians (Com a mínim, 1771, 1802, 1849, 1850, 1861, 1865 i 1869. Sovint, hi havia dues colles i en algunes ocasions van fer castells de vuit)[15]
- Ball de Dames i Vells (Com a mínim, 1828, 1840)[15]
- Ball de Santa Margarida (segle xix)[15]
- Ball de Pastorel·li (1853, 1860, 1861, 1863, 1868, 1869, 1870, 1871, 1872, 1878)[15]
- Ball de la Rosaura (segle xix, ca. 1870 per darrera vegada)[15]
- Ball dels Set Pecats Mortals i les seves Set Virtuts (1825, 1826, 1844)[15]
- Ball de Sant Julià (segle xix)[15]
- Ball de Santa Fe (1771)[15]
- Ball de San Francisco de Paula (1819)[15]